# Reinhold Ranftl
Reinhold Ranftl (Kapfenstein, 24 gennaio 1992) è un calciatore austriaco, difensore dell'Austria Vienna.

## Carriera

### Club
Cresciuto nelle giovanili dello Sturm Graz, ha esordito in prima squadra l'11 maggio 2013 in occasione del match perso 3-0 contro l'Admira Wacker M.

### Nazionale
Ha giocato nella nazionale austriaca Under-17.
Tra il 2019 ed il 2020 ha giocato complessivamente 6 partite con la nazionale austriaca.

## Palmarès

### Club

#### Competizioni nazionali
- Erste Liga: 1

LASK Linz: 2016-2017